# 이종찬 (1946년)
이종찬(李鍾燦, 1946년 11월 27일 ~ )은 대한민국의 검사 출신 법조인이다.

## 생애
경상남도 고성 출신이다. 사시 12회에 합격하여 검사로 근무하였다. 삼천포고ㆍ고려대 법대를 졸업하였고 대검 중수4과장, 서울지검 특수부장, 부산지검장 , 광주고검장, 대구고검장, 서울고검장을 역임하였다. 참여정부 출범 때 사시 동기인 김각영 당시 법무차관이 검찰총장에 오르자 은퇴하였다. 이명박 정부에서 민정수석비서관을 지냈다.

## 학력
- 삼천포고등학교
- 고려대학교 법학 학사

## 경력
- 1990년 ~ 1993년 서울지방검찰청 특수1.2.3부 부장
- 제1대 대검찰청 수사기획관
- 1993년 대검찰청 중앙수사부 1과 과장
- 1994년 서울지방검찰청 3차장 검사
- 1995년 12·12 및 5·18 및 전직 대통령 등의 뇌물사건 특별수사본부 본부장
- 1999년 대검찰청 중앙수사부장
- 2000년 광주고등검찰청 검사장
- 2002년 대구고등검찰청 검사장
- 2003년 서울고등검찰청 검사장
- 2004년 서울특별시 도시계획위원회 위원
- 서울특별시 법률고문
- 서울시립교향악단 감사
- ~ 2008년 한국석유공사 비상임위원
- 2005년 법무법인 에이스 대표변호사
- 2006년 법무부 검사적격심사위원회 위원장
- 2008년 2월 ~ 2008년 6월 대통령실 민정수석비서관
- 2010년 ~ 2012년 한국전력공사, 한국토지주택공사, 서울시, 삼성SDI(주), 현대건설(주), 대우건설(주), 포스코건설(주), 롯데쇼핑(주), 신한은행, 국민은행 법률 고문
- 법무법인 윈앤윈 변호사
- 2011년 ~ 2017년 학교법인 한세대학교 이사
- 2016년 ~ 2019년 재단법인 한국국제문화교류진흥원 이사
- 이종찬법률사무소 변호사
- 2022년 9월 ~ 제12대 디지털서울문화예술대학교 총장
- 2022년 법무법인(열림) 소속 변호사
- 2023년 ~ 현재 법무법인(유한) 바른 고문